# Taenidia integerrima
Taenidia integerrima är en flockblommig växtart som först beskrevs av Carl von Linné, och fick sitt nu gällande namn av Carl Georg Oscar Drude. Taenidia integerrima ingår i släktet Taenidia och familjen flockblommiga växter. Inga underarter finns listade i Catalogue of Life.

## Bildgalleri

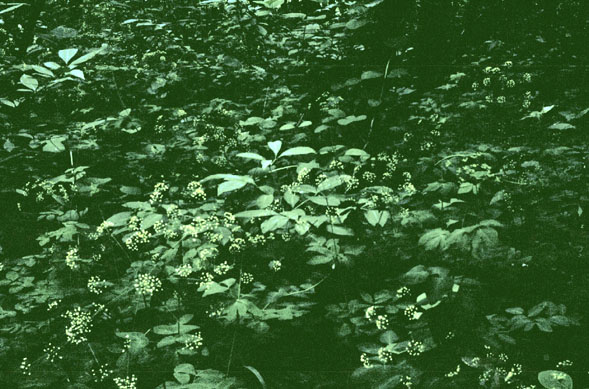